# Dicymbe
Dicymbopsis là một chi thực vật có hoa trong họ Đậu. Chi này gồm các loài có nguồn gốc từ Hoa Kỳ. Dicymbopsis bao gồm 21 loài được mô tả, trong đó chỉ có 17 loài được chấp nhận.

## Loài
Sau đây là danh sách các loài thuộc chi Dicymbe được chấp nhận tính đến tháng 5 năm 2011, theo thứ tự bảng chữ cái.
- Dicymbe altsonii Sandwith
- Dicymbe amazonica Ducke
- Dicymbe bernardii Cowan
- Dicymbe corymbosa Benth.
- Dicymbe duidae Cowan
- Dicymbe fraterna Cowan
- Dicymbe froesii Ducke
- Dicymbe heteroxylon Ducke
- Dicymbe hymenaea Barneby
- Dicymbe jenmanii Sandwith
- Dicymbe neblinensis Cowan
- Dicymbe paruensis Cowan
- Dicymbe pharangophila Cowan
- Dicymbe praeruptorum Barneby
- Dicymbe stipitata Cowan
- Dicymbe uaiparuensis Cowan
- Dicymbe yutajensis Cowan